# Come è bello ritornare
Come è bello ritornare (It's Great to Be Back!) è un racconto di fantascienza del 1947 dello scrittore statunitense Robert A. Heinlein.
Fa parte del ciclo della Storia futura.

## Storia editoriale
Scritto nel novembre 1946 fu pubblicato per la prima volta nel numero del 26 luglio 1947 della rivista The Saturday Evening Post.
Ne esistono diverse traduzioni in italiano, la prima di Maurizio Cesari è stata pubblicata nel 1972 dalla Libra Editrice, nel n. 19 della collana Nova SF* con il titolo Come è bello ritornare.
Quella di Paolo Busnelli che si intitola È bello tornare a casa è stata pubblicata dalla Armenia Editore nel 1978 nella raccolta Le verdi colline della Terra. 10 racconti (The Green Hills of Earth, 1951) e poi di nuovo nel 1980.
La traduzione di Giuseppe Lippi intitolata È bello tornare a casa!, è stata pubblicata dalla Mondadori nel 1987 e nel 1998, nell'antologia La storia futura;
quest'ultima è basata sui testi sistemati da Heinlein, che ha apportato molte lievi modifiche alle opere del ciclo della Storia futura per aggiornarle e migliorarne la coerenza interna, in occasione dell'uscita della raccolta in volume The Past Through Tomorrow del 1967.

## Trama
Allan MacRae, un fisiochimico e sua moglie Josephine, dopo aver vissuto per qualche tempo a Luna City, sulla Luna, presi dalla nostalgia tornano sul pianeta natio solo per scoprire che la Terra idealizzata nella loro memoria ha pochissimo in comune con la realtà, che comprende smog, clima sgradevole, raffreddore e tecnici che rifiutano di effettuare riparazioni a domicilio, tutte cose inesistenti sulla Luna.
Anche la vita sociale è difficile a causa delle incomprensioni con i "terricoli".
Alla fine si rendono conto di essere diventati dei "lunatici" e che ciò che desiderano veramente è di tornare a Luna City, dove ritrovano casa, amici e lavoro e dove si stabiliscono definitivamente.

### Edizioni
- Robert A. Heinlein, "È bello tornare a casa!", in La storia futura (antologia), collana Urania Classici, traduzione di Giuseppe Lippi, vol. 2, n. 251, Mondadori, febbraio 1998,  pp. 152-180, ISSN 1120-4966 (WC · ACNP).

### Fonti critiche
- (EN) James Daniel Gifford, The New Heinlein Opus List, in Robert A. Heinlein: A Reader's Companion (PDF), Nitrosyncretic Press, 2000, ISBN 978-0-9679874-1-5. URL consultato il 25 settembre 2015.

- Giuseppe Lippi, Nota, in La storia futura (antologia), collana Urania Classici, vol. 1, n. 241, Mondadori, aprile 1997,  p. 14, ISSN 1120-4966 (WC · ACNP).
«Le traduzioni sono state rifatte appositamente, con l'eccezione di L'uomo che vendette la luna e Requiem che erano già apparsi a cura di Lia Volpatti e Paola Francioli.»